# 采女華
采女 華（うねめ はな、1990年2月26日 - ）は、日本のモデル、タレント、レースクイーンである。
神奈川県出身。2013年まで芸能事務所T-STYLEに所属した。2014年から2016年4月までは芸名を華（はな）としていた。

## 経歴
18歳でスカウトされモデル活動を始める。ミスマガジン2008に応募した。2008年11月から2012年11月まで、総合格闘技「ZST」でラウンドガールを務めた。
2011年と2012年にSUPER GT、全日本ロードレース選手権、鈴鹿8時間耐久ロードレースそれぞれで、「エヴァンゲリオンレーシング」レースクイーンの渚カヲルして活動した。2013年にSUPER GTのGT500クラスで、「KEIHIN REAL RACING 2013」のレースクイーンとして佐藤彩奈とともに活動した。2013年から雑誌「BikeJIN/培倶人 (バイクジン)」でライダーモデルを務める。2014年は、「GT ASIA」でレーシングチーム「Clearwater Racing」のレースクイーンとして活動し、バイク用品専門店2りんかんのイメージガール「2りんかんGAL」として国内各地でイベントに出演した。2015年は「Clearwater Racing」と「KEIHIN REAL RACING 」のレースクイーンとして活動した。

## 人物
趣味はドライブ、音楽鑑賞、買い物。特技はドナルドダックの声真似。免許は普通自動車、普通自動二輪、大型自動二輪。4歳上の兄がいる。

## 出演

### CM・広告
- Extentions

### テレビ
- GyaO「GyaOジョッキー・平成ノブシコブシの破天荒ダメだし!」
- TBS「エンタの味方」
- TBS「開運音楽堂」
- GyaO「ミスマガ！」
- 日本テレビ「ごくせん」最終話
- 読売テレビ ドラマスペシャル「夢をかなえるゾウ」
- Sky Perfectv STAR karaoke「タッチミーアイドル」
- テレビ朝日「交渉人」1話
- 読売テレビ 木曜ナイトドラマ「傍聴マニア09」2話
- TBS 金曜ドラマ「ヤマトナデシコ七変化」1話
- TBS「ツボ娘」
- 日本テレビ「週末にしたい10のこと!」

### ラジオ
- 末飛登のWeekend Garage House（2020年 - 、マリンFM） - 末飛登と共演

### 雑誌
- ミスマガジン2008 セミファイナリスト（講談社）
- AQUA★12 vol.3（近代映画社）
- memew vol.52（近代映画社）
- GALSPARADISE 2011 レースクイーンデビュー編（三栄書房）
- BikeJIN/培倶人 (バイクジン)（エイ出版社）ライダーモデル

### レースクイーン
- エヴァンゲリオンレーシング2011（SUPER GT・全日本ロードレース選手権・鈴鹿8時間耐久ロードレース・渚カヲル役）
- エヴァンゲリオンレーシング 2012（SUPER GT・全日本ロードレース選手権・鈴鹿8時間耐久ロードレース・渚カヲル役）
- SUPER GT KEIHIN REAL RACING 2013
- GT ASIA Clearwater Racing（クリアウォーターレーシング）

### イメージガール
- 総合格闘技 ZSTラウンドガール（2008年 - 2012年）[2]
- バイク用品専門店2りんかんイメージガール 2りんかんGAL
- 東京モーターサイクルショー2016（2016年3月25日 - 27日、 TRIUMPHブース）